# Кутре Дулеча
Кутре Дулеча — эфиопская легкоатлетка, которая специализировалась в беге на 1500 метров. Бронзовая призёрка чемпионата мира среди юниоров 1994 года. Победительница Всеафриканских игр в 1995, 1999 и 2003 годах. Бронзовая призёрка чемпионата мира 1999 года.
Победительница кросса Cross Internacional Juan Muguerza 1998 года. Серебряная призёрка финала гран-при IAAF 2000 года. Победительница Амстердамского марафона 2005 года с результатом 2:30.06.
Выступала на трёх Олимпиадах. На олимпийских играх 1996 и 2004 годов не смогла выйти в финал, а на Олимпиаде 2000 года в Сиднее заняла 4-е место.

## Достижения

### 1500 метров
Золотая лига
- 1998:  Bislett Games — 4.01,80
- 1998:  Memorial Van Damme — 4.00,47
- 1998:  ISTAF — 4.04,70
- 2000:  Meeting Gaz de France — 4.03,73
- 2000:  Golden Gala — 4.02,92
- 2000:  Weltklasse Zürich — 4.00,92
- 2000:  Herculis — 3.59,02